# Yapei
Yapei ist eine Stadt in der Savannah Region in Ghana.

## Beschreibung
Yapei ist der nördlichste Punkt des Volta-Sees und wird auch Tamale Port (dt. Hafen von Tamale) genannt, da es als Binnenhafen im Volta-See die Verbindung Tamales mit dem Süden gewährleistet. Yapei war städteplanerisch als Hafen von Tamale geplant und wird daher in älteren Karten auch noch so bezeichnet. Yapei liegt 30 km südwestlich von Tamale, der Provinzhauptstadt der benachbarten Northern Region.
Der Hafen von Yapei wurde mit russischer Finanzhilfe und Planungshilfe erbaut. Allerdings führt der in den Volta-See mündende Weiße Volta in der Trockenzeit wenig Wasser. Yapei liegt am linken Ufer des Weißen Volta in Mündungsnähe. Der Hafen ist dann nicht mehr funktionstüchtig.
Die Bevölkerung von Yapei lebt vielfach vom Fischfang im fischreichen Volta-See.